# استاروآرزاماتوو
استاروآرزاماتوو (انگلیسی: Staroarzamatovo) یک شهرک در شهرستان میشکینسکی استان باشقیرستان کشور روسیه است.